# Australia/New Zealand Cup w biegach narciarskich 2019
Australia/New Zealand Cup w biegach narciarskich 2019 – kolejna edycja tego cyklu zawodów. Rywalizacja rozpocznie się 27 lipca w australijskim Falls Creek, a zakończy 5 września, w nowozelandzkim Snow Farm.
Obrońcami tytułu wśród kobiet i mężczyzn są reprezentanci Australii Katerina Paul i Philip Bellingham.

## Kalendarz i wyniki

### Kobiety
| Lp | Data             | Miejscowość     | Dystans                            | 1. miejsce      | 2. miejsce    | 3. miejsce    |
| -- | ---------------- | --------------- | ---------------------------------- | --------------- | ------------- | ------------- |
| 1. | 27 lipca 2019    | Falls Creek     | Sprint s. klasycznym               | Katerina Paul   | Casey Wright  | Ella Jackson  |
| 2. | 28 lipca 2019    | Falls Creek     | 10 km s. dowolnym                  | Casey Wright    | Katerina Paul | Rosie Fordham |
| 3. | 17 sierpnia 2019 | Perisher Valley | Sprint s. dowolnym                 | Katerina Paul   | Casey Wright  | Ella Jackson  |
| 4. | 18 sierpnia 2019 | Perisher Valley | 5 km s. klasycznym                 | Casey Wright    | Katerina Paul | Zana Evans    |
| 5. | 3 września 2018  | Snow Farm       | Sprint s. klasycznym               | Jessica Diggins | Katerina Paul | Yukari Tanaka |
| 6. | 4 września 2018  | Snow Farm       | 5 km s. dowolnym                   | Jessica Diggins | Yukari Tanaka | Julia Kern    |
| 7. | 5 września 2018  | Snow Farm       | 10 km s. klasycznym (start masowy) | Jessica Diggins | Yukari Tanaka | Julia Kern    |

### Mężczyźni
| Lp | Data             | Miejscowość     | Dystans                            | 1. miejsce        | 2. miejsce        | 3. miejsce      |
| -- | ---------------- | --------------- | ---------------------------------- | ----------------- | ----------------- | --------------- |
| 1. | 27 lipca 2019    | Falls Creek     | Sprint s. klasycznym               | Philip Bellingham | Seve de Campo     | Lauro Brändli   |
| 2. | 28 lipca 2019    | Falls Creek     | 15 km s. dowolnym                  | Philip Bellingham | Seve de Campo     | Callum Watson   |
| 3. | 17 sierpnia 2019 | Perisher Valley | Sprint s. dowolnym                 | Philip Bellingham | Lauro Brändli     | Seve de Campo   |
| 4. | 18 sierpnia 2019 | Perisher Valley | 10 km s. klasycznym                | Philip Bellingham | Seve de Campo     | Mark Pollock    |
| 5. | 3 września 2018  | Snow Farm       | Sprint s. klasycznym               | Hiroyuki Miyazawa | Takanori Ebina    | Hikari Fujinoki |
| 6. | 4 września 2018  | Snow Farm       | 10 km s. dowolnym                  | Tomoki Sato       | Hiroyuki Miyazawa | Masato Tanaka   |
| 7. | 5 września 2018  | Snow Farm       | 15 km s. klasycznym (start masowy) | Hiroyuki Miyazawa | Masato Tanaka     | Hikari Fujinoki |

## Klasyfikacje
| Lp. | Zawodniczka           | Punkty |
| --- | --------------------- | ------ |
| 1.  | Katerina Paul         | 541    |
| 2.  | Casey Wright          | 420    |
| 3.  | Jessica Diggins       | 300    |
| 4.  | Ella Jackson          | 263    |
| 5.  | Sarah Slattery        | 256    |
| 6.  | Yukari Tanaka         | 220    |
| 7.  | Aimee Watson          | 180    |
| 8.  | Julia Kern            | 170    |
| 9.  | Lilly Murnane         | 165    |
| 10. | Dinige’er Yilamujiang | 145    |

| Lp. | Zawodnik              | Punkty |
| --- | --------------------- | ------ |
| 1.  | Philip Bellingham     | 450    |
| 2.  | Lauro Brändli         | 368    |
| 3.  | Seve de Campo         | 300    |
| 4.  | Hiroyuki Miyazawa     | 280    |
| 5.  | Nicholas Blackwell    | 247    |
| 6.  | Tomoki Sato           | 185    |
| 7.  | Bentley Walker-Broose | 180    |
| 8.  | Takanori Ebina        | 175    |
| 9.  | Masato Tanaka         | 172    |
| 10. | Hikari Fujinoki       | 170    |